# FC Smolensk
El FC Smolensk es un equipo de fútbol de Rusia que juega en la Liga de Fútbol Profesional de Rusia, tercer nivel en el sistema de ligas ruso.

## Historia
En el otoño de 2018, se anunció la creación del Club de Fútbol Smolensk, tras desaparecer FC Dnepr Smolensk, así reemplazo el equipo de la ciudad de Smolensk. El fundador del club es el empresario de Smolensk Vladimir Savchenkov. 

## Plantilla
- Datos: Q64785308